# Leichtathletik-Weltmeisterschaften 2005/4 × 400 m der Frauen
Die 4-mal-400-Meter-Staffel der Frauen bei den Leichtathletik-Weltmeisterschaften 2005 wurde am 13. und 14. August 2005 im Olympiastadion der finnischen Hauptstadt Helsinki ausgetragen.
Weltmeister wurde Russland in der Besetzung Julija Petschonkina (Finale), Olesja Krasnomowez, Natalja Antjuch und Swetlana Pospelowa (Finale) sowie den im Vorlauf außerdem eingesetzten Tatjana Firowa und Olesja Sykina.

Den zweiten Platz belegte Jamaika mit Shericka Williams, Novlene Williams, Ronetta Smith und Lorraine Fenton.

Bronze ging an Großbritannien (Lee McConnell, Donna Fraser, Nicola Sanders, Christine Ohuruogu).
Auch die nur im Vorlauf eingesetzten Läuferinnen erhielten entsprechendes Edelmetall. Rekorde und Bestleistungen standen dagegen nur den tatsächlich laufenden Athletinnen zu.

## Bestehende Rekorde
| Weltrekord | 3:15,17 min | Sowjetunion (Tazzjana Ljadouskaja, Olga Nasarowa, Marija Pinigina, Olha Bryshina) | OS in Seoul Südkorea        | 1. Oktober 1988 |
| WM-Rekord  | 3:16,71 min | USA (Gwen Torrence, Maicel Malone-Wallace, Natasha Kaiser-Brown, Jearl Miles)     | WM in Stuttgart Deutschland | 22. August 1993 |

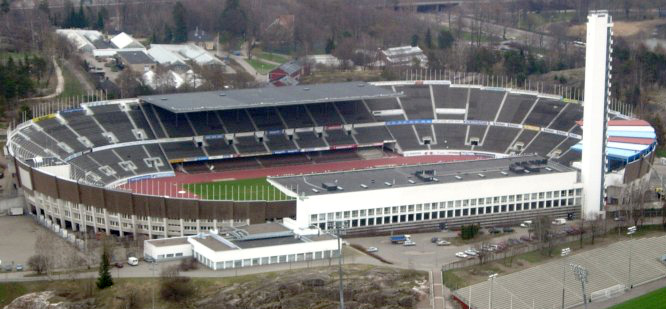
Das Olympiastadion in Helsinki im Mai 2005

Der bestehende WM-Rekord wurde bei diesen Weltmeisterschaften nicht eingestellt und nicht verbessert.
Es gab eine Weltjahresbestleistung, einen Kontinentalrekord und einen Landesrekord.
- Weltjahresbestleistung:
  - 3:20,32 min – Russland (Olesja Krasnomowez, Natalja Antjuch, Tatjana Firowa, Olesja Sykina), 1. Vorlauf am 13. August
- Kontinentalrekord:
  - 3:26,82 min (Südamerikarekord) – Brasilien (Maria Laura Almirão, Geisa Aparecida Coutinho, Josiane Tito, Lucimar Teodoro), 2. Vorlauf am 13. August
- Landesrekord:
  - 3:24,49 min – Polen (Anna Guzowska, Monika Bejnar, Grażyna Prokopek, Anna Jesień), Finale am 14. August

## Vorrunde
Die Vorrunde wurde in zwei Läufen durchgeführt. Die ersten drei Staffeln pro Lauf – hellblau unterlegt – sowie die darüber hinaus zwei zeitschnellsten Teams – hellgrün unterlegt – qualifizierten sich für das Halbfinale.

### Vorlauf 1
13. August 2005, 21:05 Uhr
| Platz | Staffel     | Besetzung                                                                           | Zeit (min) |
| ----- | ----------- | ----------------------------------------------------------------------------------- | ---------- |
| 1     | Russland    | Olesja Krasnomowez Natalja Antjuch Tatjana Firowa (Vorlauf) Olesja Sykina (Vorlauf) | 3:20,32 WL |
| 2     | Polen       | Anna Guzowska Monika Bejnar Grażyna Prokopek Zuzanna Radecka (Vorlauf)              | 3:26,04    |
| 3     | Belarus     | Natallja Salahub Juljana Schalnjaruk (Vorlauf) Hanna Kosak Ilona Ussowitsch         | 3:27,65    |
| 4     | Deutschland | Claudia Marx Claudia Hoffmann Korinna Fink Ulrike Urbansky                          | 3:27,96    |
| 5     | Senegal     | Aïda Diop Fatou Bintou Fall Aminata Diouf Amy Mbacké Thiam                          | 3:29,03    |
| 6     | Rumänien    | Angela Moroșanu Mihaela Neascu Alina Rîpanu Maria Rus                               | 3:30,97    |
| 7     | Bulgarien   | Monika Gatschewska Mariana Dimitrowa Nedialka Nedkova Monika Ivanova                | 3:38,96    |

### Vorlauf 2
13. August 2005, 21:15 Uhr
| Platz | Staffel        | Besetzung                                                                 | Zeit (min)                     |
| ----- | -------------- | ------------------------------------------------------------------------- | ------------------------------ |
| 1     | Großbritannien | Lee McConnell Donna Fraser Nicola Sanders Christine Ohuruogu              | 3:26,19                        |
| 2     | Brasilien      | Maria Laura Almirão Geisa Aparecida Coutinho Josiane Tito Lucimar Teodoro | 3:26,82 SR                     |
| 3     | Ukraine        | Antonina Jefremowa Oksana Iljuschkina Lilija Piljuhina Natalija Pyhyda    | 3:27,23                        |
| 4     | Jamaika        | Shericka Williams Novlene Williams Ronetta Smith Lorraine Fenton          | 3:27,87                        |
| 5     | Mexiko         | Ruth Grajeda Gabriela Medina Mayra González Magali Yañez                  | 3:31,41                        |
| 6     | Südafrika      | Amanda Kotze Dominique Koster Surita Febbraio Estie Wittstock             | 3:31,71                        |
| DSQ   | USA            | Suziann Reid Monique Hennagan Moushaumi Robinson Monique Henderson        | IAAF Rule 163.3 Bahnübertreten |

## Finale
14. August 2005, 20:55 Uhr
| Platz | Staffel        | Besetzung | Zeit (min)                                    |
| ----- | -------------- | --- | --------------------------------------------- |
| 1     | Russland       | Julija Petschonkina (Finale) Olesja Krasnomowez Natalja Antjuch Swetlana Pospelowa (Finale) im Vorlauf außerdem: Tatjana Firowa Olesja Sykina | 3:20,95                                       |
| 2     | Jamaika        | Shericka Williams Novlene Williams Ronetta Smith Lorraine Fenton                                                                              | 3:23,29                                       |
| 3     | Großbritannien | Lee McConnell Donna Fraser Nicola Sanders Christine Ohuruogu                                                                                  | 3:24,44                                       |
| 4     | Polen          | Anna Guzowska Monika Bejnar Grażyna Prokopek Anna Jesień (Finale) im Vorlauf außerdem: Zuzanna Radecka                                        | 3:24,49 NR                                    |
| 5     | Ukraine        | Antonina Jefremowa Oksana Iljuschkina Lilija Piljuhina Natalija Pyhyda                                                                        | 3:28,00                                       |
| 6     | Deutschland    | Claudia Marx Claudia Hoffmann Korinna Fink Ulrike Urbansky                                                                                    | 3:28,39                                       |
| DSQ   | Brasilien      | Maria Laura Almirão Geisa Aparecida Coutinho Josiane Tito Lucimar Teodoro                                                                     | IAAF Rule 170.20 Aufstellungs-/ Wechselfehler |
| DSQ   | Belarus        | Alena Neumjarschyzkaja (Finale) Natallja Salahub Hanna Kosak Ilona Ussowitsch im Vorlauf außerdem: Juljana Schalnjaruk                        | IAAF Rule 163.2 Behinderung                   |

## Video
- Athletics 2005 Helsinki WC – 4X400m relay women, youtube.com, abgerufen am 9. Oktober 2020